# Leucorhynchia
Leucorhynchia là một chi ốc biển, là động vật thân mềm chân bụng sống ở biển trong họ Skeneidae.

## Các loài
Các loài trong chi Leucorhynchia gồm có:
- Leucorhynchia lirata (E.A. Smith, 1871)[2]